# باريو ديل بيلار (محطة مترو أنفاق مدريد)
باريو ديل بيلار (بالإسبانية: Barrio del Pilar)‏ هي محطة مترو أنفاق في مدريد في إسبانيا، تقع على الخط رقم 9.